# Benn Northover
Benn Northover (ur. 3 stycznia 1981 r. w Ipswich, w hrabstwie Suffolk, w regionie East of England, w Anglii) – brytyjski aktor, reżyser filmowy i fotograf.
Dorastał na wschodnim wybrzeżu Anglii. Studiował sztukę filmową i teatralną jako reżyser oraz aktorstwo w The Stella Adler Studio w Nowym Jorku. Był stażystą w Anthology Film Archives. Debiutował w brytyjskim serialu kryminalnym Milczący świadek (Silent Witness, 2004) z Amandą Burton. Za rolę w naturalistycznym, opartym na faktach dramacie Porwani za granicą: Zakładnicy terroru (Kidnapped Abroad: Hostage to Terror), przedstawiającym historię porwania dwojga podróżników w Indiach w 1994, zdobył dobre recenzje The Times Critics Choice.

## Filmografia
- 2005: A Letter from Greenpoint jako Benn
- 2006: Venus jako Charles
- 2009: Dom chłopców (House of Boys) jako Jake
- 2011: Harry Potter i Insygnia Śmierci: Część II (Harry Potter and the Deathly Hallows: Part 2) jako Śmierciożerca w Hogsmeade
- 2011: Lucrezia Borgia jako Pedro Calderon
- 2012: Tutti i rumori del mare jako Thomas
- 2013: Lotus Eaters jako Felix
- 2013: Je m'appelle Hmmm... jako brytyjski kierowca ciężarówki
- 2014: F2014 jako Max Kahn

### Seriale TV
- 2004: Milczący świadek (Silent Witness) jako Michael Otty
- 2005: Komandosi (Ultimate Force) jako posterunkowy Betts
- 2008: Koszmarna wyprawa (Banged Up Abroad) jako Rhys Partridge